# Boldklubben 1913
Der Boldklubben 1913, im deutschsprachigen Raum auch als B 1913 Odense bekannt, ist ein dänischer Fußballverein in Odense. Der heutige Amateurklub wurde dreimal dänischer Vizemeister und einmal Pokalsieger. Die erste Mannschaft ging im Sommer 2006 zwischenzeitlich im FC Fyn auf.

## Geschichte
Der Boldklubben wurde 1913 gegründet. Im Herbst 1913 entstand die Idee, einen weiteren Fußballverein in Odense zu gründen. Infolgedessen wurden bei der konstituierenden Generalversammlung am 16. November 1913 in den Verwaltungsrat gewählt: Vorsitzender: Arnold Nielsen, stellvertretender Vorsitzender: D. Dinesen, Schatzmeister: Thorvald Frederiksen, sowie Peter Hansen und Th. Pedersen als ordentliche Vorstandsmitglieder. Diese sollten die Interessen des Vereins nach innen wie nach außen wahrnehmen.
Seine Blütezeit erlebte Boldklubben 1913 in den 1960er Jahren, als der Verein von 1960 bis 1970 zehn Spielzeiten in der höchsten Spielklasse spielte. 1959 gelang es, Jack Johnson vom Lokalrivalen B 1909 als Trainer in den Verein zu locken, und Boldklubben 1913 gewann noch im selben Jahr die Meisterschaft in der 2. Division. In der Saison 1961 wurde der Verein Dritter in der 1. Liga. Da der Klub in dieser Saison das Frühjahrsturnier gewann, qualifizierte man sich für den Europapokal der Landesmeister 1961/62. Nachdem man Spora Luxemburg in der Vorrunde ausschaltete, unterlag man in der 1. Runde Real Madrid, das die Mannschaft von Boldklubben 1913 insgesamt mit 12:0 besiegte.
1962 und 1963 wurde das Team Vizemeister und gewann 1963 mit dem Pokalsieg seine einzige große Trophäe. Nach dem Abstieg 1970 spielte der Verein 1989 noch eine Spielzeit erstklassig.
Im Juli 2006 schloss sich der Klub mit Boldklubben 1909 und Dalum IF zum FC Fyn zusammen. Die Fusion wurde 2013 wieder gelöst. Derzeit spielt der Klub in der fünftklassigen Dänemarkserie.

## Sportliche Erfolge
- Dänische Fußballmeisterschaft
  - Vize-Meister: 1924, 1962, 1963,
- Dänischer Fußballpokal
  - Sieger: 1963

## Europapokalbilanz
| Saison  | Wettbewerb                    | Runde    | Gegner          | Gesamt | Hin     | Rück    |
| ------- | ----------------------------- | -------- | --------------- | ------ | ------- | ------- |
| 1961/62 | Europapokal der Landesmeister | Vorrunde | Spora Luxemburg | 15:20  | 6:0 (A) | 9:2 (H) |
| 1961/62 | Europapokal der Landesmeister | 1. Runde | Real Madrid     | 00:12  | 0:3 (H) | 0:9 (A) |
| 1963/64 | Europapokal der Pokalsieger   | Vorrunde | Olympique Lyon  | 2:6    | 1:3 (A) | 1:3 (H) |
| 1964/65 | Messestädte-Pokal             | Vorrunde | VfB Stuttgart   | 1:4    | 1:3 (H) | 0:1 (A) |
| 1969/70 | Messestädte-Pokal             | 1. Runde | FC Barcelona    | 0:6    | 0:4 (A) | 0:2 (H) |

Gesamtbilanz: 10 Spiele, 2 Siege, 8 Niederlagen, 18:30 Tore (Tordifferenz −12)